# Contro Ratzinger 2.0
Contro Ratzinger 2.0. Scontro di civiltà e altre sciocchezze è un saggio pubblicato anonimo nel 2007 da Isbn Edizioni.
L'autore, in questo seguito di Contro Ratzinger, analizza la lectio magistralis di papa Benedetto XVI tenuta a Ratisbona il 12 settembre 2006.

## Contenuti
La polemica immediata è fondata su una citazione dell'imperatore bizantino Manuele II Paleologo, che in una lettera a un amico islamico ebbe a scrivere: "Mostrami pure ciò che Maometto ha portato di nuovo, e vi troverai soltanto delle cose cattive e disumane, come la sua direttiva di diffondere per mezzo della spada la fede che egli predicava".
Secondo l'autore, Benedetto XVI nella sua lezione commette un grave errore nell'attribuzione cronologica di una sura del Corano, un insulto citando un'opinione offensiva verso la religione islamica e una dimenticanza riguardo al fatto che "nella storia della Chiesa ha pieno diritto di cittadinanza l'argomento secondo cui la sapienza di Dio eccede talmente la ragione umana da rendere inefficace ogni sforzo razionale dell'uomo teso a interpretare la creazione".
Altri spunti polemici sono dati dal fatto che l'autore contesta il dogma dell'infallibilità papale, l'errore cronologico e logico che mina alle fondamenta l'equivalenza del Pontefice tra cristianesimo e ragione (il logos dei greci).
In conclusione viene rivolta un'accusa contro il presunto appiattimento dei media e la deferenza acritica nei confronti della Santa Sede: "In Italia è in atto una sorta di evirazione preventiva, molto politically correct, di tutto ciò che potrebbe, a ragione o a torto, urtare la sensibilità della religione più in voga".
In definitiva il libro critica quello che ritiene uno stato attuale di autolimitazione della libertà d'opinione e cerca d'indirizzare il dibattito intorno al Papa secondo un punto di vista storico e filosofico.

## Edizioni
- Anonimo, Contro Ratzinger 2.0. - Scontro di civiltà e altre sciocchezze, Isbn Edizioni, 2006, ISBN 978-88-7638-057-0.